# Kataliza heterogeniczna

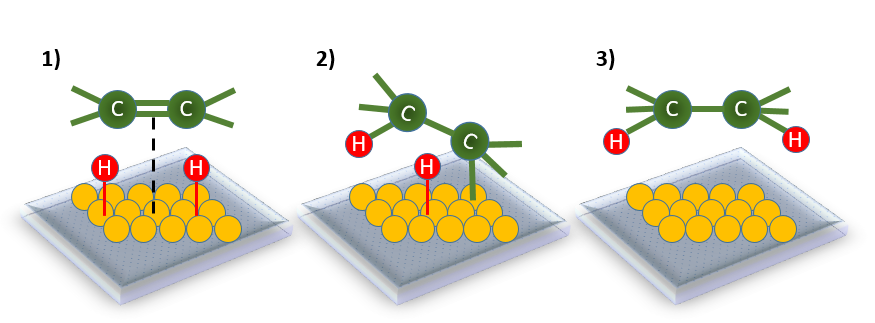
Schematyczne uwodornienie etenu do etanu na powierzchni katalizatora, etapy: 1) adsorpcja 2) reakcja 3) desorpcja

Kataliza heterogeniczna (niejednorodna) – rodzaj katalizy, polegającej na tym, że katalizator i reagenty znajdują się w różnych fazach termodynamicznych. Podczas tego rodzaju zjawiska właściwa reakcja zachodzi na granicy faz katalizator–substraty. W odróżnieniu od katalizy homogenicznej, gdzie reagenty oraz katalizator znajdują się w tej samej fazie termodynamicznej, typowym przykładem dla katalizy heterogenicznej jest katalizator w stanie stałym, przy obecności substratów w formie cieczy bądź gazów. Jednak różnorodność faz może również odnosić się do dwóch cieczy (np. wody i oleju), które nie rozpuszczają się w sobie nawzajem. Układ ten pozwala zaobserwować granicę między tymi dwiema cieczami.
Typowy przebieg zjawiska zaistnienia katalizy niejednorodnej przebiega kolejno:
1. Transport substratów reakcji z wnętrza fazy gazowej do zewnętrznej powierzchni katalizatora
2. Dyfuzja substratów w porach katalizatora do jego powierzchni wewnętrznej (w przypadku katalizatorów porowatych)
3. Chemisorpcja przynajmniej jednego z substratów na powierzchni katalizatora
4. Reakcja powierzchniowa, w której następuje przekształcenie zaadsorbowanych substratów i powstanie produktów reakcji
5. Desorpcja produktów z powierzchni katalizatora,
6. Transport produktów od wewnętrznej i zewnętrznej powierzchni katalizatora do wnętrza fazy gazowej.

Etapy 1, 2 i 6 to procesy natury fizycznej i zależą od właściwości fizycznych reagentów oraz tekstury katalizatora. Etapy 3–5 są natury chemicznej, ich szybkość zależy od rodzaju i struktury katalizatora.

## Zjawisko adsorpcji
Adsorpcja to kluczowy etap w katalizie heterogenicznej, polegający na wiązaniu cząsteczek fazy gazowej (adsorbatu) z atomami na powierzchni ciała stałego (adsorbentu) przed reakcją, w wyniku której powstają bardziej pożądane produkty. W katalizie reagentami są adsorbaty, a katalizatorem jest adsorbent. Można wyróżnić dwa rodzaje adsorpcji: fizyczną i chemiczną. Adsorpcja fizyczna jest słabo związana i charakteryzuje się niską entalpią adsorpcji (zwykle 20 kJ/mol), natomiast adsorpcja chemiczna jest silniej związana (zwykle 200 kJ/mol).

### Adsorpcja fizyczna i chemisorpcja
Rozróżniamy dwa podstawowe typy adsorpcji: adsorpcję fizyczną, tzw. fizysorpcję oraz adsorpcję chemiczną, zwaną chemisorpcją. Cząsteczki adsorbatu w przypadku fizysorpcji związane są z powierzchnią siłami oddziaływań międzycząsteczkowych typu van der Waalsa. W odróżnieniu od adsorpcji fizycznej, podczas chemisorpcji występują oddziaływania między elektronami cząsteczek substancji adsorbowanej i elektronami atomów adsorbenta o niewysyconych wiązaniach. W konsekwencji dochodzi do powstania wiązań chemicznych pomiędzy atomami adsorbenta i adsorbatu, co w konsekwencji prowadzi często do rozerwania wiązań w adsorbowanej cząsteczce (adsorpcja dysocjacyjna).

## Katalizator heterogeniczny
Katalizator heterogeniczny składa się z fazy aktywnej rozproszonej na nośniku. Sam nośnik nie tylko zapewnia właściwości fizyczne (np. miejsca zakotwiczenia, porowatość i powierzchnię), aby ułatwić wysoką dyspersję miejsc aktywnych, ale także oddziałuje z aktywnym składnikiem (np. elektronicznie), stając się w ten sposób istotą częścią materiału katalitycznego. Często katalizator heterogeniczny składa się dodatkowo z jednego lub więcej promotorów. Substancje te same w sobie nie są aktywne katalitycznie, ale znacznie zwiększają wydajność katalityczną materiału katalitycznego. Promotory są przedmiotem dużego zainteresowania w badaniach nad katalizatorami ze względu na ich znaczący wpływ na aktywność, selektywność i stabilność katalizatora heterogenicznego.

### Nośnik
Jego zadaniem jest zwiększenie powierzchni fazy aktywnej i zwiększenie wytrzymałości mechanicznej i termicznej katalizatora. Może być również źródłem centrów aktywnych innego typu niż faza aktywna, albo znacząco modyfikować jej strukturę elektronową. Jako przykłady nośników katalizatorów heterogenicznych można wymienić: SiO2, γ-Al2O3, α-Al2O3, Cr2O3, MgO czy CaO.

### Faza aktywna
Jest źródłem centrów aktywnych jednego bądź różnych typów, na których powstają kompleksy przejściowe. Przykłady metali lub tlenków metali osadzanych na nośniku jako faza aktywna to Fe, Ni, Pt, Cu Pd, Ag, Ni O, ZnO.

### Promotory
Związki te modyfikują strukturę fizyczną i elektronową substancji aktywnej, odpowiadają za hamowanie jej niekorzystnych przemian fazowych oraz ułatwiają regenerację. Do przykładów promotorów można zaliczyć potas, fosfor, ale też często magnez, wapń czy tytan.